# Fernand Halphen
Pour les articles homonymes, voir Halphen.
Fernand Gustave Halphen, né à Paris 9e le 18 février 1872 et mort pour la France le 16 mai 1917, est un compositeur français.

## Biographie

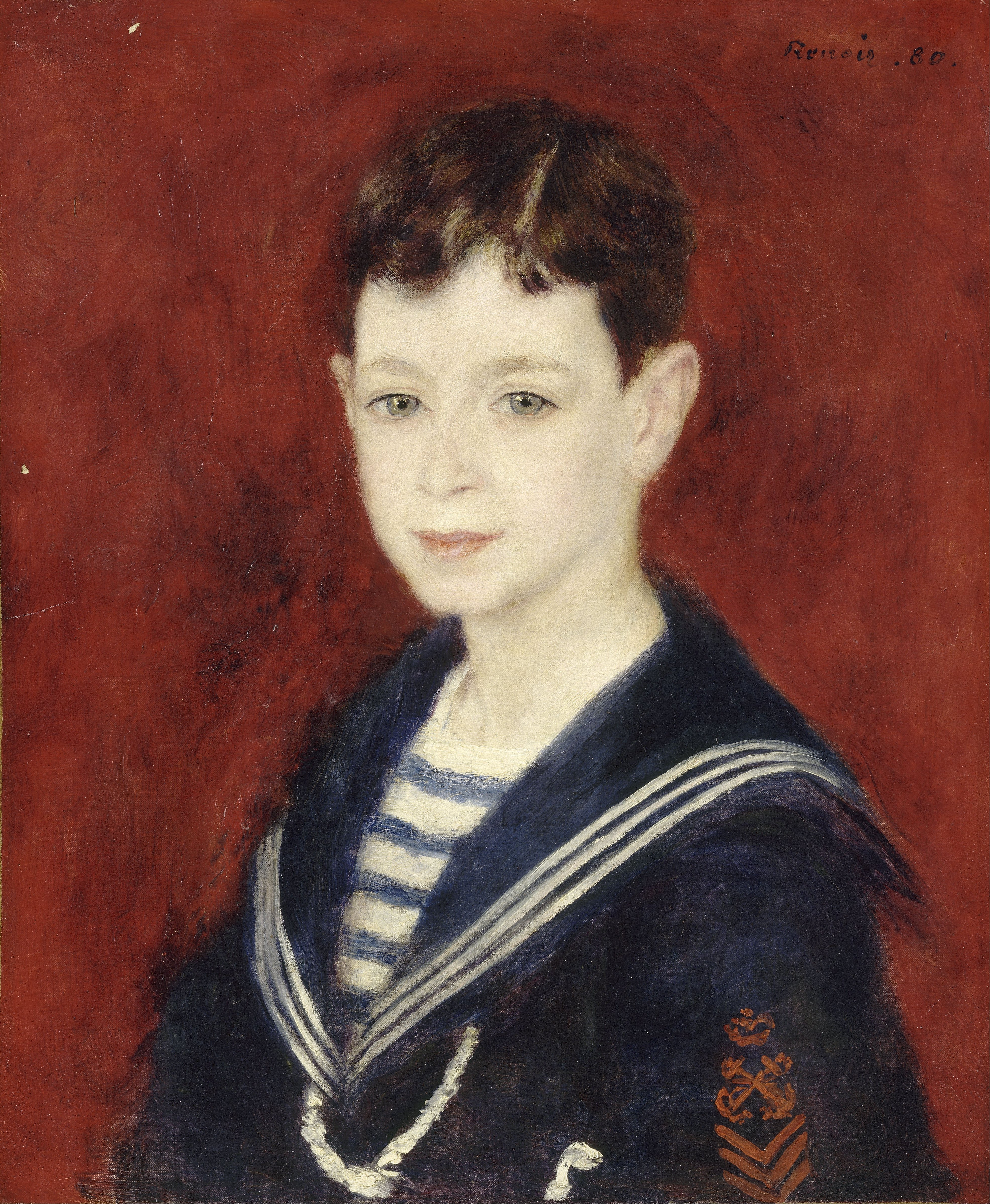
Portrait de Fernand Halphen jeune par Auguste Renoir (Musée d'Orsay).

Issu d’une famille de la haute bourgeoisie juive parisienne ashkénaze[réf. souhaitée], Fernand Halphen est le fils de Georges Halphen (1832-1903), banquier, négociant en diamants et administrateur de la Compagnie des chemins de fer du Nord, propriétaire du vieux-château de La Chapelle-en-Serval, et d'Henriette Antonia Stern (1836-1905), fille du banquier Antoine Jacob Stern. Une de ses sœurs, Louise, épousera Émile Deutsch de la Meurthe et une autre, Marguerite, Raphaël-Georges Lévy. Il est l'oncle de la baronne Germaine de Rothschild.

### Formation
Violoniste, il travaille la composition à partir de 1888 sous la direction de Gabriel Fauré avant d'entrer au Conservatoire de Paris où il suit les cours de composition d'Ernest Guiraud, qui fut également le professeur de Paul Dukas, Claude Debussy et Erik Satie. Après la mort d'Ernest Guiraud en mai 1892, il suit la classe de Jules Massenet, où il a pour condisciples Henri Rabaud, Florent Schmitt, Charles Koechlin et Reynaldo Hahn.
Premier accessit de fugue en 1895, Halphen remporte l’année suivante le deuxième second grand prix de Rome avec la cantate Mélusine, derrière Jules Mouquet et Charles-Frédéric de Richard d'Ivry.

### Carrière
Interprète, il participe en particulier à la création, le 26 janvier 1896 à Paris, du Concerto pour violon et orchestre en la majeur de Georges Enesco avec l'Orchestre du Conservatoire placé sous la direction de l'auteur.
Fernand Halphen poursuivra sa carrière musicale comme compositeur.
Lieutenant au 13e régiment d'infanterie territoriale durant la Première Guerre mondiale, Fernand Halphen compte parmi les rares compositeurs à avoir fondé un orchestre militaire, celui de son régiment qui devint la musique officielle du Groupe d’armées du Nord accueillant notamment le roi des Belges et le roi d'Angleterre en visite sur le front. Atteint de diphtérie au début de l’année 1917, Fernand Halphen est rapatrié à Paris le 1er mai 1917. Il est mort pour la France le 16 mai 1917.

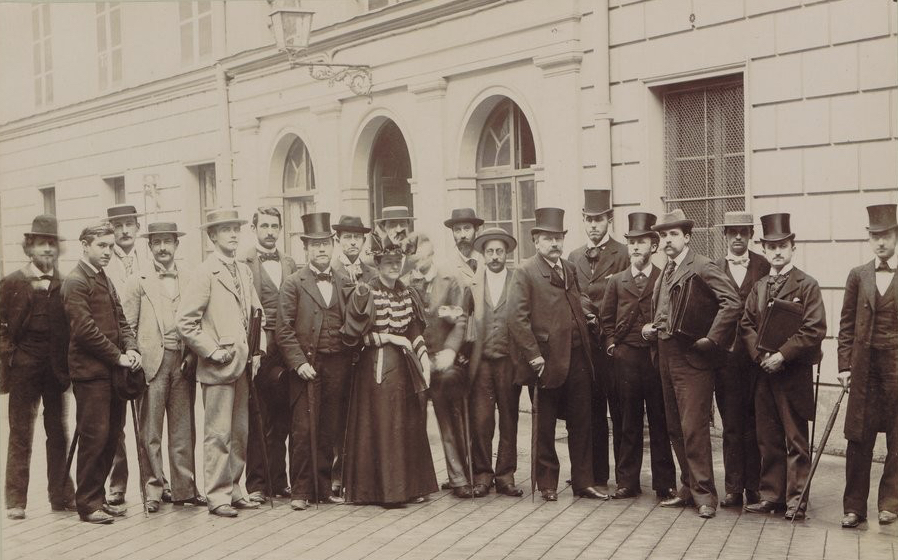
Centenaire du Conservatoire national de musique et de déclamation - 1795-1895 (Classe de composition musicale).
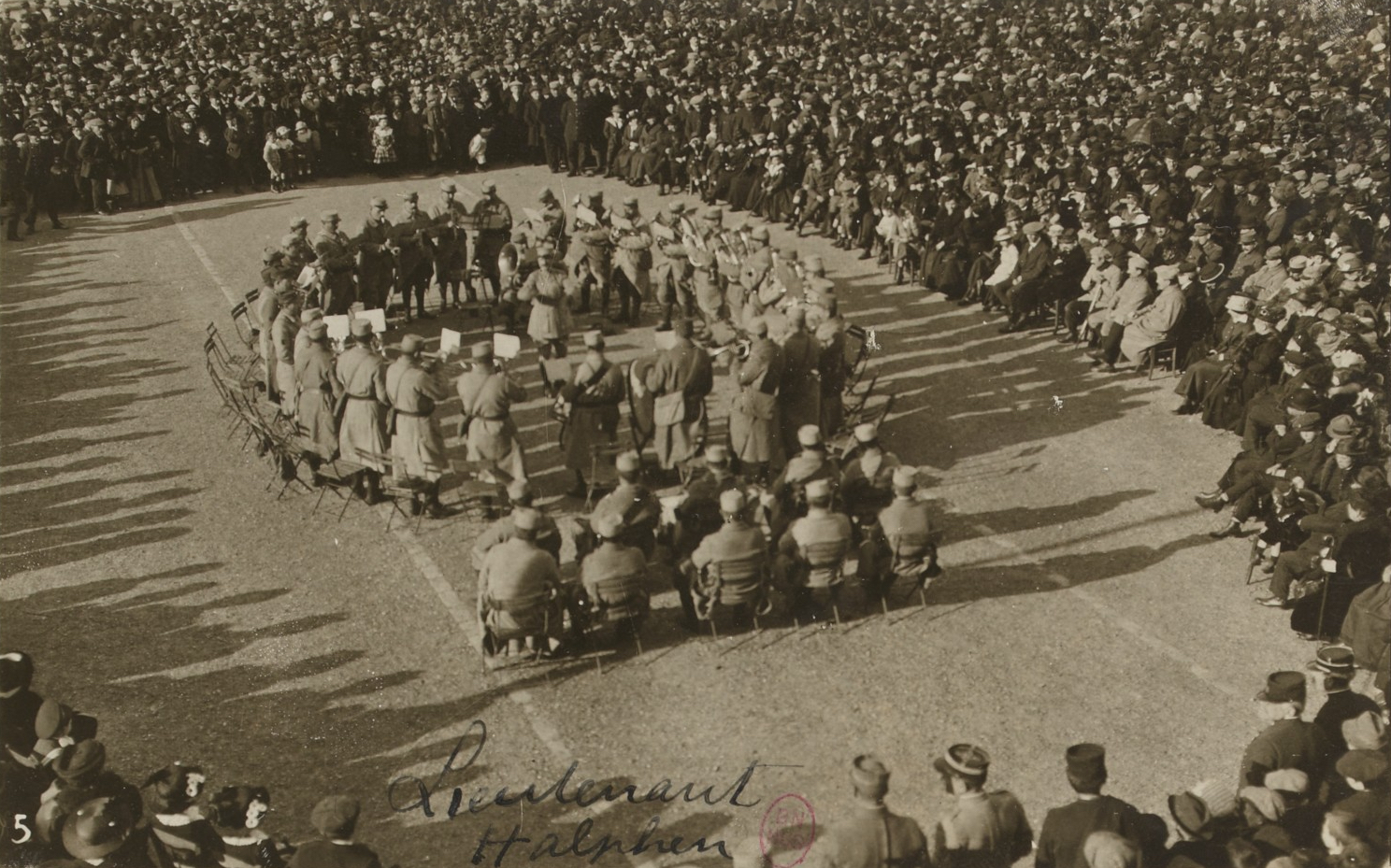
Fernand Halphen dirigeant une musique militaire pendant la guerre.

### Vie personnelle et familiale
Le 15 février 1899, Fernand Halphen avait épousé Alice de Koenigswarter (1878-1963), petite-fille de Louis-Jean Koenigswarter.
Le couple a eu une fille, Henriette, née le 26 février 1911, et un fils, Georges, économiste et collectionneur d'art, né le 9 mars 1913 et époux de Monique de Rothschild. C'est Georges Halphen qui fit don en 1995 du portrait de son père par Renoir, attribué au musée d’Orsay. Fernand Halphen fait édifier entre 1907 et 1911 sur le domaine paternel de La Chapelle-en-Serval, près de Chantilly (Oise), une résidence de campagne sur une colline boisée. Après avoir rejeté le projet de style anglo-normand de l'architecte René Sergent, puis un premier projet de style médiéval de l'architecte Guillaume Tronchet (dessins au musée d'Orsay), il fixe son choix sur le second projet de ce dernier, d'un château célébrant la chasse à l'extérieur et la musique à l'intérieur. Sur les façades, des bas-reliefs dus à Georges Gardet célèbrent les plaisirs de la chasse. L'intérieur comprend notamment un théâtre, réplique de celui de l'Opéra-Comique.
En 1989, Jean-Pierre Hermier acheta la demeure aux descendants de Fernand Halphen et le fit transformer en hôtel de luxe, qui ouvre ses portes en 1990.

## Œuvre
Fernand Halphen est connu principalement comme compositeur. Il est l’auteur de près de 150 pièces, parmi lesquelles 76 mélodies pour voix et piano, une quarantaine de compositions pour un instrument (piano ou orgue), de la musique de chambre, une dizaine de composition pour chœurs.
Ses compositions de musique orchestrale sont : Pièce romantique pour cor en fa et orchestre (s.d., Legouix 1893) ; Quatre Suites d'Orchestre (1895) ; Première Symphonie en ut mineur (Allegro, Andante, Scherzo, Final) pour orchestre (1898) qui fut exécutée à Paris et à Monte-Carlo ; Sicilienne suite pour orchestre (s.d., Enoch 1898).
Egalement parmi ces œuvres, notamment, une pantomime, Hagoseida, un ballet, Le Réveil d'un faune, ainsi qu’une sonate pour violon et piano dédiée à Georges Enesco.
Fernand Halphen a également composé un opéra en un acte, Le Cor Fleuri, féerie lyrique, sur un livret de Éphraïm Mikhaël et André-Ferdinand Hérold, créé au théâtre national de l'Opéra-Comique le 10 mai 1904.
Dans son œuvre les références au judaïsme sont peu nombreuses. A noter principalement Andante Religioso, d’après un thème hébraïque, violoncelle ou violon et orgue ou piano, dédié à Pierre Gaston-Mayer (31 août 1913).

### Fonds des œuvres de Fernand Halphen
Le fonds des œuvres de Fernand Halphen – en particulier les partitions – a été donné par les arrière-petits-enfants d’Alice et Fernand Halphen, Isabelle Friedman, Odile Haye et Nathalie Bardon en 2005. Ce fonds fut d’abord conservé à la Médiathèque Henriette Halphen, Fondation du Judaïsme Français, puis a été transféré en juin 2006 au Centre Français des Musiques Juives lors de sa création. En juillet 2012, le CFMJ est devenu l’Institut Européen de Musiques Juives. Les œuvres sont consultables à l'Institut.
Ses œuvres et des lettres sont également consultables à la Bibliothèque Nationale de France.
« Fernand Halphen » (partitions libres de droits), sur l'IMSLP.

## Discographie
- Fernand Halphen, Mélodies, pièces pour piano et musique de chambre (2 CD) Buda Musique, livret bilingue français/anglais par Hervé Roten, cet album présente des œuvres pour voix, piano, violon, violoncelle, cor et flûte. Interprètes : Jeff Cohen (piano), Alexis Galpérine (violon), François Le Roux (baryton), Jean McManama (cor), Clara Novakova (flûte), Sonia Wieder-Atherton (violoncelle). Patrimoines musicaux des juifs de France, vol. 5 (2006). Orphée d'or 2007 de l'Académie du Disque Lyrique, et Prix Gabriel Fauré 2007.

- Musique française avant et après la Grande Guerre, Editions de l'IEMJ, 2017. Ce disque contient la symphonie en ut mineur de Fernand Halphen et le Concerto pour la main gauche de Maurice Ravel, interprétés par l’Orchestre du Campus d’Orsay, sous la direction de Martin Barral et le pianiste Olivier Herbay.

## Fondation Fernand Halphen
Fernand Halphen a réservé sur sa fortune une somme de 150 000 francs pour le Conservatoire, spécifiant que les arrérages de cette somme devaient aider les élèves de composition musicale à entendre leurs œuvres à l'orchestre et améliorer leur existence jusqu'à leur sortie du Conservatoire Fernand Halphen a exprimé le désir que le Conservatoire fasse copier et exécuter par son orchestre les œuvres symphoniques des élèves musiciens. Ces frais seront couverts par les arrérages du capital légué, qui portera le nom « Fondation Fernand Halphen ».
Alice Halphen a créé en 1918 la Fondation Fernand Halphen selon les dernières volontés de son mari. Elle a également constitué une importante collection de peintures comprenant des toiles de Monet, Pissarro, Van Gogh et du douanier Rousseau, et le portrait de Fernand Halphen enfant peint par Renoir en 1880.
La Fondation a également construit en 1926 un immeuble de logements sociaux sur l'île Saint-Louis à Paris. Le 10-12 rue des Deux-Ponts abritait une cinquantaine d'appartements à loyers maîtrisés répartis en deux immeubles datant de 1926 et 1930 et destinés aux familles nombreuses. Lors des rafles de juifs fin septembre 1942, les 112 locataires, dont 40 jeunes enfants, sont déportés à Auschwitz-Birkenau. Parmi les locataires figuraient l'acteur Robert Clary. Une plaque commémorative est apposée sur l’immeuble. Jusqu’en 2003, l'immeuble détérioré abritait toujours des locataires à faible revenu. En 2004, des promoteurs ont entamé une rénovation majeure pour transformer l’immeuble en appartements luxueux. La plaque de mosaïque colorée au-dessus de l'entrée principale portant la mention « Fondation Fernand Halphen 1926 » a été supprimée.
La Fondation Fernand Halphen, qui a cessé ses activités, ne doit pas être confondue avec la Fondation Alice et Fernand Halphen, créée quelques années après 1965, et la Fondation Henriette Halphen-Schumann, créée en 2003 par Isabelle Friedman, fille de Henriette Halphen, sous l’égide de la Fondation du Judaïsme Français, afin de soutenir les actions développées par l’Institut Européen des Musiques Juives (archivage, conférence, concert, publication…), d’octroyer des bourses permettant la formation et le travail de musicologues et d’organiser des manifestations consacrées à la mémoire de Henriette Halphen-Schumann.